# Max Arnow
Maxwell (Max) Arnow (New York, 25 febbraio 1902 – Beverly Hills, 6 giugno 1984) è stato un direttore del casting statunitense.

## Biografia
Figlio di Jacob e Pauline Cohen Arnowitz, sposò Henrietta Schnall nel 1929 a New York. Nel 1932 si trasferì con la famiglia nello stato della California dove diventò il più giovane direttore del casting nel suo tempo.
Celebre per aver scoperto numerosi attori quali Ronald Reagan e Kim Novak. Fu grazie a lui che la giovane attrice Marilyn Monroe  ottenne un nuovo contratto alla Columbia Pictures, della durata di sei mesi per 175 dollari alla settimana, con il quale si impegnò a girare un unico film, Orchidea bionda.

## Filmografia

### Direttore del casting
- Da qui all'eternità (1953)